# Pomorski promet v Sloveniji
Začelo se je že v obdobju kamene dobe. Kot pomorščaki so se izkazali Liburni in Histri, tedanji istrski prebivalci. Bili so vključeni v menjalno trgovino in promet med kraji, ki so bili ob obeh straneh jadranske obale, pa tudi v morsko roparstvo ter piratstvo, s katerimi so Histri ogrožali rimsko pomorsko trgovino. 
Pomorske povezave z Istro in drugima dvema stranema Jadranske obale so ostajale tudi v bizantinsko-langobardsko-frankovskem obdobju. Z uveljavljanjem Benetk v 9. stoletju se je začelo novo obdobje pomorskega prometa.
Nato so Benetke v 10. stoletju zaradi zaščite pomorskega prometa in trgovine povečala svoj vpliv v Istri in si tako kot že omenjeno v 13. stoletju podredila obalna mesta. Vendar so beneška mesta v slovenskem delu Istre predvsem Koper 'osvojila' obe strani Jadranskega morja in prodrla v Sredozemlje. V ta pomorski promet so se od sredine 14. stoletja začeli vključevati tudi slovenski trgovci in ladjarji.